# Sri-lankische Badmintonmeisterschaft 2024
Die Sri-lankische Badmintonmeisterschaft 2024 fand vom 1. bis zum 8. Dezember 2024 in Colombo statt. Es war die 72. Austragung der nationalen Titelkämpfe im Badminton in Sri Lanka.

## Medaillengewinner
| Disziplin    | Gold                                                   | Silber                                           | Bronze                                                 |
| ------------ | ------------------------------------------------------ | ------------------------------------------------ | ------------------------------------------------------ |
| Herreneinzel | Viren Anudha Nettasinghe                               | Shenuk Thavisha Samararatne                      | Lochana Oshan De Silva                                 |
| Herreneinzel | Viren Anudha Nettasinghe                               | Shenuk Thavisha Samararatne                      | Dumindu Warnaka Abeywickrama                           |
| Dameneinzel  | Ranithma Thinudi                                       | Rashmi Bhagya Mudalige                           | Panchali Adhikari                                      |
| Dameneinzel  | Ranithma Thinudi                                       | Rashmi Bhagya Mudalige                           | Vishwanie Nethmi Wanniarachchi                         |
| Herrendoppel | Buwaneka Tharindu Goonethilleka Davin Jason Homer      | Shenuk Thavisha Samararatne Savinaka Weerasekara | Dumindu Warnaka Abeywickrama Chamath Dias              |
| Herrendoppel | Buwaneka Tharindu Goonethilleka Davin Jason Homer      | Shenuk Thavisha Samararatne Savinaka Weerasekara | Dinuru Rashmika Priyashantha Siyath Dulneth Senarathne |
| Damendoppel  | Varangana Himsarani Jayawardena Rashmi Bhagya Mudalige | Ranithma Thinudi Praveena Wijesundara            | Isuri Attanayaka Sithumi Minara De Silva               |
| Damendoppel  | Varangana Himsarani Jayawardena Rashmi Bhagya Mudalige | Ranithma Thinudi Praveena Wijesundara            | Madushika Dilrukshi Nadeesha Gayanthi                  |
| Mixed        | Viren Anudha Nettasinghe Ranithma Thinudi              | Thulith Palliyaguru Panchali Adhikari            | Lochana Oshan De Silva Rashmi Bhagya Mudalige          |
| Mixed        | Viren Anudha Nettasinghe Ranithma Thinudi              | Thulith Palliyaguru Panchali Adhikari            | Dinuru Rashmika Priyashantha Ranumi Suhasnie Manage    |